# Luquita Rodríguez
Lucas Nicolás Rodríguez (Buenos Aires, Argentina; 21 de marzo de 1992), conocido como Luquita Rodríguez o Luquitas Rodríguez, es un streamer, celebridad de Internet, comediante, humorista y presentador de radio argentino. Se desempeña como conductor artístico y host del programa Paren la mano en la radio Vorterix.
Desde el año 2020 hace transmisiones en vivo en la plataforma Twitch, en la cual cuenta con más de 600 mil seguidores y más de 5 millones de reproducciones en total. También tiene su propio canal de Youtube llamado LuquitasRodriguez, con más de 402 mil suscriptores y más de 100 millones de reproducciones.

## Biografía
Lucas Rodríguez nació el 21 de marzo de 1992 en la ciudad de Buenos Aires. Terminó los estudios secundarios en el año 2009 y cursó diferentes talleres de stand up en 2010, 2011 y 2012. En el año 2011 estudió periodismo deportivo en el Taller Escuela Agencia. Rodríguez es cinéfilo y reconoce entre sus influencias a humoristas como Pepe Biondi, Doctor Tangalanga y Woody Allen.

## Carrera
Comenzó su carrera humorística en el año 2010 a los 18 años. Había conseguido su primer trabajo formal en un restaurante que funcionaba en Buenos Aires, ya que estudiaba cocina, pero al tiempo decidió dar el portazo. Fue entonces cuando una invitación a un curso de stand up se topó en su camino y todo empezó.

Empezaba el Mundial 2010 y yo era chico. Pensaba: '¿Para qué voy a estar acá, si me pagan mal y es un trabajo bastante de mier...?'. Así que me fui
Luquitas Rodríguez para Infobae

### 2014–2021: «Rodríguez Galati» e incursión en el streaming
Ya en los años 2013 y 2014, Rodríguez, se profesionalizo en el ámbito del stand up y se presentó en distintas locaciones de Buenos Aires, como Ciudad Emergente, Paseo La Plaza, entre otros. En este último trabajó un tiempo largo y fue donde conoció a Roberto Galati con quien más tarde formaría el dúo Rodríguez Galati.
Entre los años 2015 y 2018 empezó a presentarse en teatros y eventos junto a Roberto Galati, con su show Rodríguez Galati, posteriormente se trasladaron a las redes Instagram y YouTube donde aumentaron su reputación gradualmente. En el año 2018, fue nominado en los Martin Fierro Digital junto a Roberto Galati por ser los más «más interactivos en Instagram», mientras que en 2019 ganó el premio «mejor contenido humoristico».
En esos mismos años hasta 2020 la popularidad del grupo aumentó de manera gradual lo que llevó a presentarse junto a Roberto Galati en teatros como Teatro El Nacional, Teatro Metropolitan, Teatro Roma, entre otros. En ese mismo año comenzó a hacer transmisiones en vivo en la plataforma Twitch, es conocido por sus teorías como "la teoría de los Colombianos", esta fue bautizada por periodistas como Juan Pablo Varsky, Pablo Giralt, entre otros. En ese mismo año también fue nominado en la sección «mejor adaptación al streaming» en los Coscu Army Awards.
En el año 2021 también impulso el famoso refrán "ankara Messi" en referencia al futbolista Lionel Messi y terminó siendo el apodo cultural del futbolista. Este apodo también fue usado por celebridades como Alejandro Fantino, Sebastián Vignolo o Baby Etchecopar. En ese mismo año también ganó el premio «mejor streamer IRL» (mejor streamer que se graba hablando en directo) en los Coscu Army Awards.

### 2022–act: Paren La Mano y «Párense de Manos»
En el año 2022 se integró a la radio de Mario Pergolini, Vorterix, como cabeza del programa Paren La Mano, junto a German Beder y Alfredo Montes de Oca. En ese mismo año, y también de la mano del programa radiofónico, surgió la idea de «llevar 10 personas a la Copa Mundial de Fútbol de 2022» en Catar. Los viajes fueron financiados con tres shows realizados en el Teatro Vorterix, los cuales fueron dos de Rodríguez Galati y uno de Paren La Mano (en vivo) y con auspiciantes como despegar.com que se encargaron de los viajes. Posterior a los shows de compromiso para el proyecto del mundial, también se presentaron nuevamente en el teatro Vorterix en tres ocasiones junto al elenco de Paren La Mano, también llevaron como invitados figuras públicas de diferentes ámbitos como Dillom, Lucas Lauriente, Héctor Baldassi, entre otros. En septiembre también fue invitado al programa 100 argentinos dicen junto al elenco de Paren La Mano, compitieron contra la familia del Chino Leunis y de Carlos Alfredo Elías.
En el año 2023 continuó con su programa Paren La Mano, y a finales de ese año fue creador y conductor del evento Párense de Manos, una velada de boxeo amateur en el Estadio Luna Park la cual transmitió por Twitch. El evento tuvo un pico de 410 mil personas en simultáneo y le dio el logro a Rodríguez de posicionarse como el segundo streamer más visto de todo el mundo en el mes de diciembre en Twitch. En ese mes también formó parte de Los Personajes del Año 2023 de Revista gente. Fue nominado a seis categorías de los Coscu Army Awards. 
En marzo del 2024 participó del programa del Turco García titulado Lo Del Turco junto a sus compañeros de PLM y el streamer Coscu donde compartió un mediático programa que protagonizó la pelea del conductor con un invitado. En mayo de ese año conoció y tuvo la oportunidad de formar parte de una ronda de preguntas al Papa Francisco, bajo la primera edición del Encuentro Internacional del Sentido organizado por Scholas Occurrentes.
En 2025, Rodríguez fue designado por Mario Pergolini como director creativo de Vorterix, y este incluyó dos programas con elencos nuevos en la programación. Este incluyó dos nuevos programas: «La Munipa», a cargo de José Montesano y Pablo Kenny, y «No se pudo», conducido por Juan Claudio Castro (Juan Caster).

## Premios y nominaciones
| Año  | Premio                       | Categoría                             | Nominado por     | Resultado | Ref    |
| ---- | ---------------------------- | ------------------------------------- | ---------------- | --------- | ------ |
| 2018 | Premio Martin Fierro Digital | «Más interactivos en Instagram»       | Rodríguez Galati | Ganador   | [ 33 ] |
| 2019 | Premio Martin Fierro Digital | «Mejor contenido humoristico»         | Rodríguez Galati | Ganador   | [ 33 ] |
| 2020 | Coscu Army Awards            | «Mejor adaptación al streaming»       | él mismo         | Ganador   |        |
| 2021 | Coscu Army Awards            | «Mejor streamer IRL»                  | él mismo         | Ganador   | [ 34 ] |
| 2021 | Coscu Army Awards            | «Streamer del año»                    | él mismo         | Nominado  |        |
| 2021 | Coscu Army Awards            | «Clip del año»                        | él mismo         | Nominado  |        |
| 2022 | Coscu Army Awards            | «Streamer del año»                    | él mismo         | Nominado  |        |
| 2023 | Premio Martin Fierro Digital | «Mejor streamer de Twitch»            | él mismo         | Nominado  |        |
| 2023 | Coscu Army Awards            | «Streamer del año»                    | él mismo         | Nominado  |        |
| 2023 | Coscu Army Awards            | «Mejor streamer IRL»                  | él mismo         | Nominado  |        |
| 2023 | Coscu Army Awards            | «Clip del año»                        | él mismo         | Nominado  |        |
| 2023 | Coscu Army Awards            | «Streamer productor»                  | él mismo         | Nominado  |        |
| 2023 | Coscu Army Awards            | «Timing del año»                      | él mismo         | Ganador   |        |
| 2023 | Coscu Army Awards            | «Tilteo del año»                      | él mismo         | Nominado  |        |
| 2023 | Coscu Army Awards            | «Programa de Streaming»               | Paren La Mano    | Ganador   |        |
| 2024 | Premios Esland               | «Evento del año»                      | Párense de manos | Nominado  | [ 35 ] |
| 2024 | Premios Ídolo                | «Streamer del año»                    | él mismo         | Ganador   | [ 36 ] |
| 2024 | Premio Martin Fierro Digital | «Mejor contenido de humor en YouTube» | él mismo         | Ganador   | [ 37 ] |
| 2024 | Premio Martin Fierro Digital | «Content creator»                     | él mismo         | Nominado  | [ 37 ] |
| 2024 | Premio Martin Fierro Digital | «Feats de humor / sketch»             | Rodríguez Galati | Nominado  | [ 37 ] |